# 臺南市立新興國民中學
臺南市立新興國民中學（簡稱：新興國中），是一所位於台灣台南市南區的市立國民中學，成立於1981年8月1日。

## 歷史
因臺南市南區之新興國宅社區人口持續遷入，為滿足當地居民就學之需求，而計畫設置新興國中，並以中山國中校長葉瑞山兼任籌備主任，經數年之籌備後，於1981年6月4日動土興建校舍、8月1日正式成立，惟設校之初校舍尚未竣工，故暫借中山國中校舍授課，至1982年6月17日方遷回。
1983年2月11日，市府同意將相鄰之文小40用地撥予新興國中使用，校地擴大約1.55公頃。

### 歷任校長
| 任次 | 校長   | 任期時間                     | 備註     |
| ---- | ------ | ---------------------------- | -------- |
| －   | 葉瑞山 | 1981年1月12日－1981年8月20日 | 籌備主任 |
| 1    | 陳次壯 | 1981年8月21日－1992年2月23日 |          |
| 2    | 張齡材 | 1992年2月24日－1994年8月24日 |          |
| 3    | 劉文夫 | 1994年8月25日－1998年3月12日 |          |
| 4    | 郭文將 | 1998年3月13日－2001年5月5日  | 任內病逝 |
| －   | 郭惠英 | 2001年5月6日－2001年7月31日  | 代理     |
| 5    | 李全勝 | 2001年8月1日－2004年1月31日  | 退休     |
| －   | 丁文宗 | 2004年2月1日－2004年7月31日  | 代理     |
| 6    | 錢幼蘭 | 2004年8月1日－2013年7月31日  |          |
| 7    | 趙克中 | 2013年8月1日－2017年7月31日  |          |
| 8    | 蘇恭弘 | 2017年8月1日－2021年7月31日  |          |
| 9    | 鄭雅麗 | 2021年8月1日至今             |          |

## 外部連結
- 臺南市立新興國民中學